# Pereiras
Pereiras est une municipalité brésilienne de l'État de São Paulo et la Microrégion de Tatuí.